# Georg Pauly (Baurat)
Friedrich Wilhelm Georg Pauly (* 5. Juni 1865 in Berlin; † 30. September 1951 in Büsum) war ein deutscher Stadtbaurat.

## Leben und Wirken

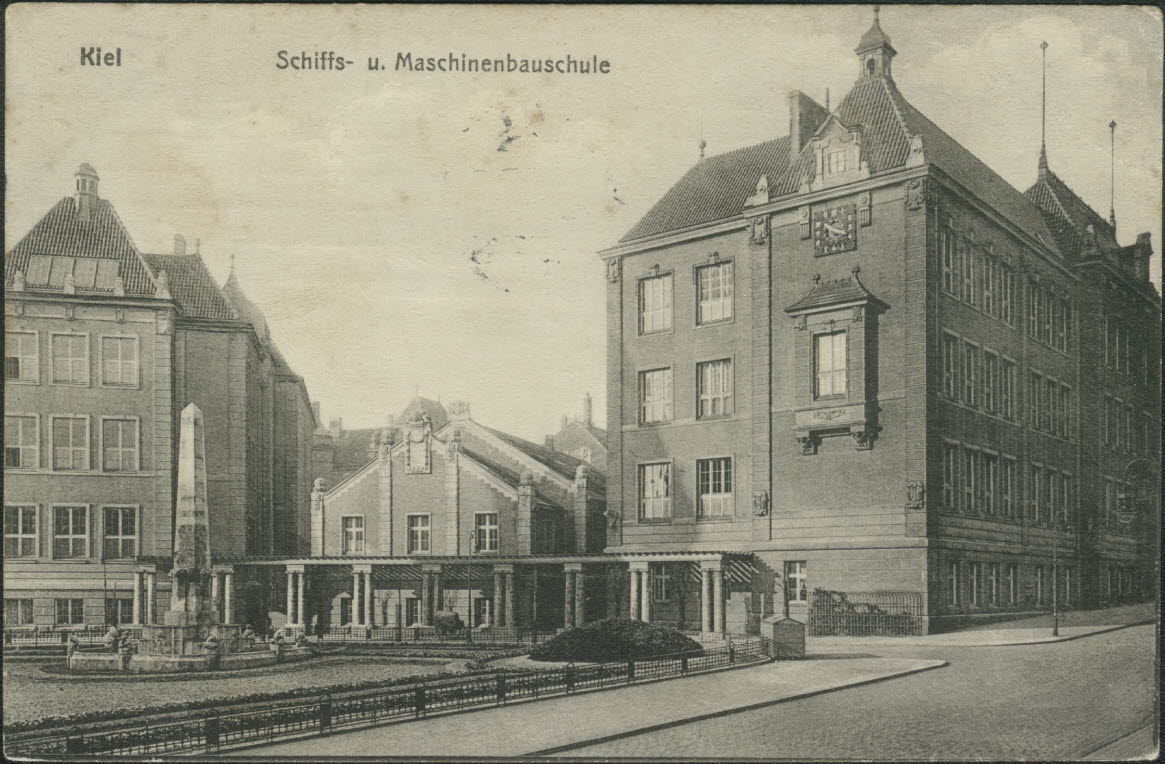
Schiffs- und Maschinenbauschule und Städtische Gewerbeschule in der Legienstraße, heute Muthesius Kunsthochschule

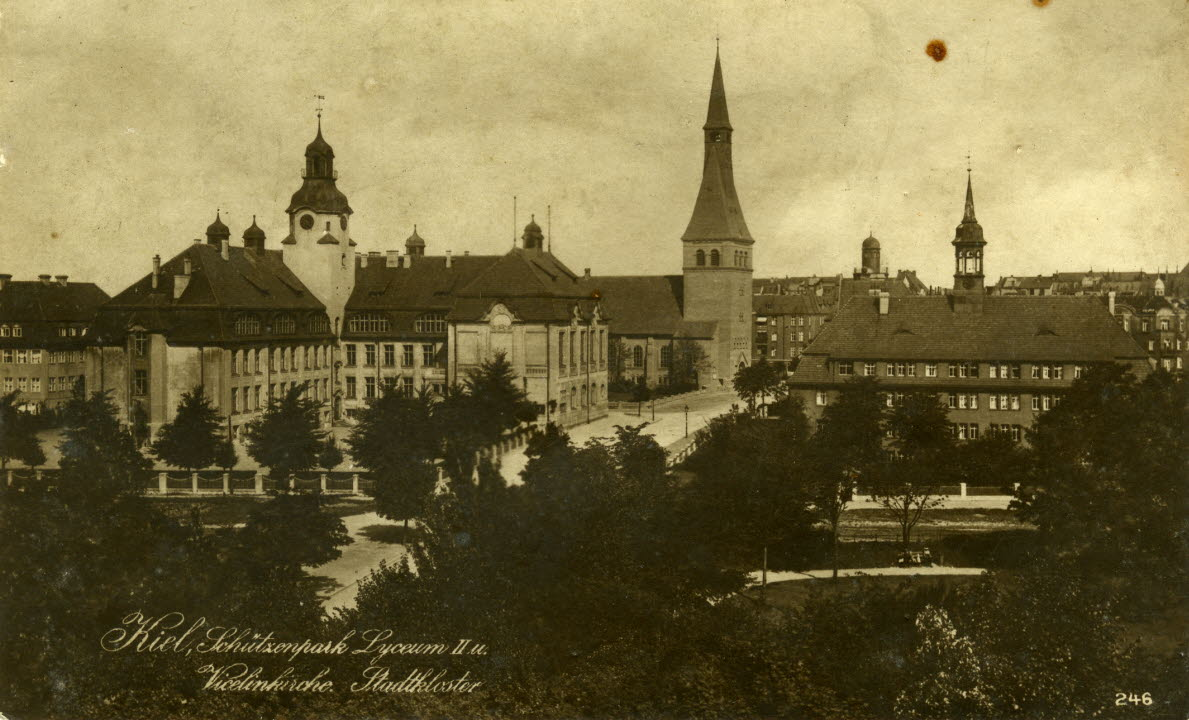
Höheren Mädchenschule II, später Käthe-Kollwitz-Schule

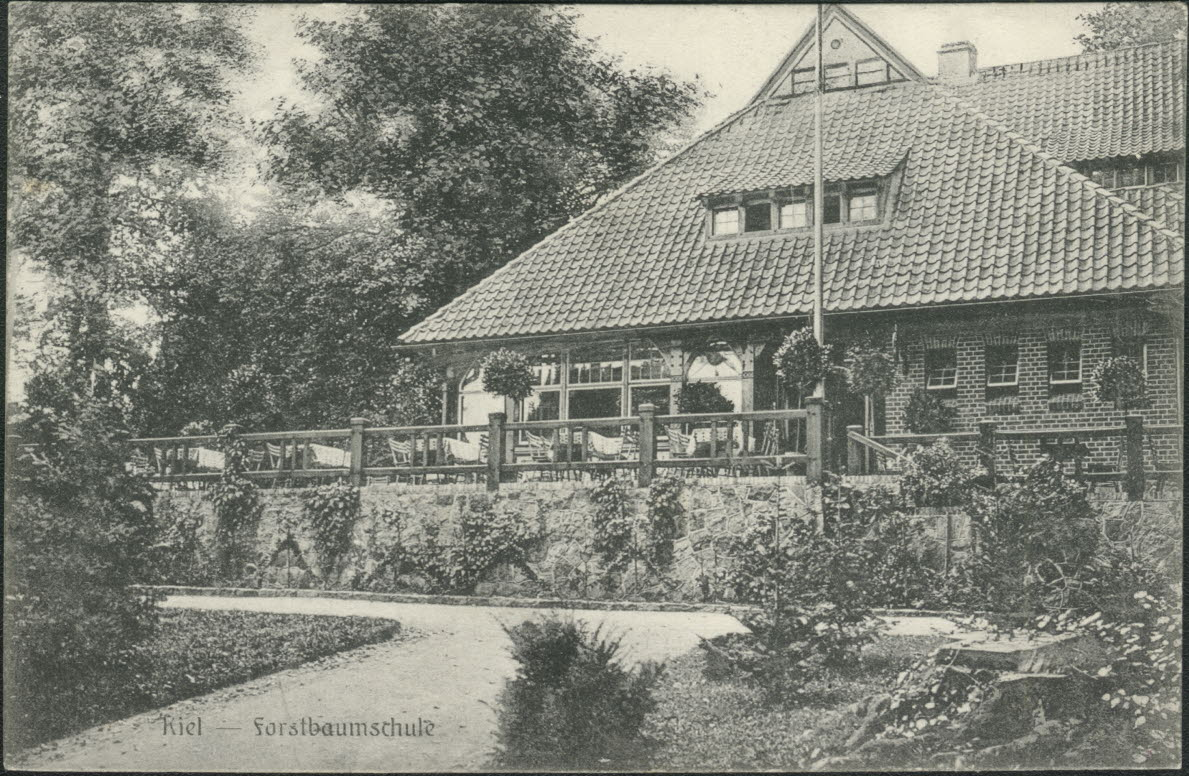
Gaststätte Forstbaumschule, 1908

Georg Pauly war ein Sohn des Kaufmanns Friedrich August Leopold Pauly (1824–1891) und dessen Ehefrau Charlotte Auguste Juliane, geborene Herfforth (1835–1910). Er studierte Architektur an der Technischen Hochschule Berlin und arbeitete danach als Regierungsbauführer in Stettin und als Regierungsbaumeister in seiner Geburtsstadt. 1896 heiratete er Maria Luise Auguste Müller (1859–1936) aus Landsberg an der Warthe.
1899 erhielt Pauly eine Stelle als Stadtbauinspektor in Kiel. 1903 übernahm er als Stadtbaurat für Hochbau und Baupolizeiverwaltung die Leitung der Abteilung für Hochbau des städtischen Bauamtes. Während seiner Dienstzeit kam es zum Bau des Kieler Stadttheaters, des Kieler Rathauses und des städtischen Krematoriums.
Pauly hatte maßgeblichen Einfluss auf das Erscheinungsbild Kiels. 1909 setzte er das „Ortsstatut betreffend den Schutz gegen die Verunstaltung des Stadtbildes“ durch. Unter seiner Oberbauleitung entstanden:
- das Kieler Rathaus
- die Schiffs- und Maschinenbauschule
- die Handwerker- und Gewerbeschule
- die Oberrealschule am Rondeel
- das Oberlyzeum Harmsstraße
- die Doppelmittelschule für Jungen und Mädchen am Ravensberg
- mehrere Mittel- und Volksschulen
- das Schulmuseum
- drei Volksbäder (u. a. Volksbad Gaarden)
- die Fischhalle am Seegarten
- das Gasthaus Forstbaumschule
- Bauwerke der Krankenanstalt
- der städtische Schlachthof
- die Licht- und Wasserwerke

und mehrere kleine Bauwerke.

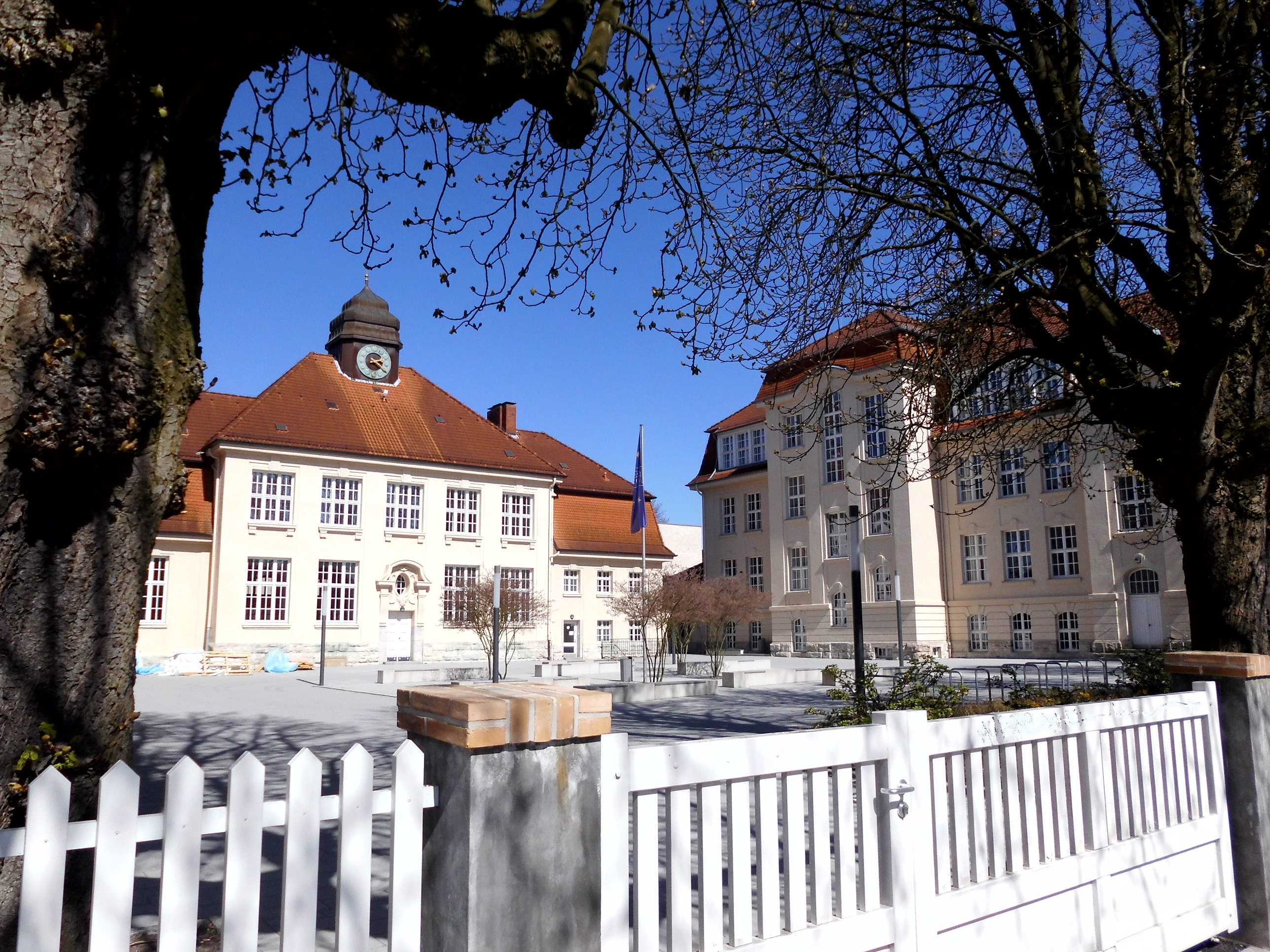
Doppelmittelschule für Jungen und Mädchen am Ravensberg 1906/07

1922 ging Pauly in Ruhestand. Danach beschrieb er 1926 „Das Altkieler Bürger- und Adelshaus“. Es handelt sich um eine Sammlung und Darstellung der Geschichte alter Kieler Häuser mit ihrer historischen Nutzung und künstlerischen Gestaltung. Darin arbeitete er seine über Jahrzehnte gesammelten Fotografien von Bauwerken und Zeugnissen ein. Das Landesamt für Denkmalpflege nutzte sie in den 1960er Jahren als wichtige Quelle.
1925 wurde Pauly zum Stadtoberbaurat ernannt. Im Alter von 63 Jahren promovierte er an der TH Hannover über die „Raumgestaltung des Altkieler Bürgerhauses“.